# جيرو ديل ترينتينو 2015
جيرو ديل ترينتينو 2015 (بالإنجليزية: 2015 Giro del Trentino)‏ هو سباق دراجات هوائية أقيم بتاريخ 21 أبريل 2015، تكون السباق من 4 مراحل وامتدّ لمسافة 526.5 كم بسرعة 38.3 كم/س، استغرق السباق 13 ساعة 43 دقيقة 41 ثانية.